# دونالد بي. أير
دونالد بي. أير (بالإنجليزية: Donald B. Ayer)‏ هو محامي وأستاذ جامعي أمريكي، ولد في 30 أبريل 1949 في سان ماتيو في الولايات المتحدة.

## وصلات خارجية
- دونالد بي. أير على موقع إن إن دي بي (الإنجليزية)